# Parafia św. Józefa Oblubieńca Najświętszej Maryi Panny w Otwocku
Parafia Świętego Józefa Oblubieńca Najświętszej Maryi Panny w Otwocku – parafia rzymskokatolicka należąca do dekanatu otwockiego, diecezji warszawsko-praskiej, metropolii warszawskiej Kościoła katolickiego. Powstała w 1987 z podziału parafii św. Wincentego a Paulo w Otwocku. Kościół parafialny wybudowany w latach 80. XX wieku. Parafia jest obsługiwana przez księży Pallotynów.

## Historia
| Data | Wydarzenie                                                                                                |
| ---- | --- |
| 1947 | Przeznaczenie baraku szkoły na kaplicę, poświęcenie jej i włączenie do parafii pw. św. Wincentego á Paulo |
| 1959 | Oddanie parafii pod opiekę księży Pallotynów w Otwocku                                                    |
| 1981 | Uzyskanie zgody na budowę kościoła                                                                        |
| 1982 | Opiekunem parafii zostaje ks. Kazimierz Trypus SAC 23 października – rozpoczęcie prac nad budową kościoła |
| 1986 | 29 listopada – kard. Józef Glemp – prymas Polski – poświęcił kościół                                      |

## Duszpasterze
| 1982–1997 | ks. Kazimierz Trypus SAC  |
| 1997–2003 | ks. Lucjan Rożek SAC      |
| 2003–2005 | ks. Wojciech Juszczuk SAC |
| 2005–2011 | ks. Krzysztof Wojda SAC   |
| 2011–2015 | ks. Wiesław Chudzik SAC   |
| od 2015   | ks. Robert Turyk SAC      |